# Darling (folyó)
A Darling Ausztrália negyedik leghosszabb folyója, az Új-Dél-Wales szövetségi állam északi részén található forrásától a Murray folyóba torkollásáig 1462 km hosszan kanyarog az állam területén. Leghosszabb mellékfolyóival együtt 2488 km hosszúságú, így Ausztrália leghosszabb folyórendszerét képezik.
A Darling hivatalosan Brewarrina közelében kezdődik a Culgoa és a Barwon folyók összefolyásánál; ezek a folyók Queensland déli részén emelkedő hegységekben erednek. A teljes Murray-Darling folyórendszer, mely a világ egyik legnagyobb folyórendszere, Új-Dél-Wales állam Nagy-Vízválasztó-hegységtöl nyugatra eső területének, Victoria állam északi részének, Queensland déli részének és Dél-Ausztrália szövetségi állam egy részének vizét vezeti el.

## Története
A gyarmati befolyást 1815-től kezdve fokozatosan kiterjesztették a Darling Queensland területére eső felső folyására (melyet napjainkban Darling Downs néven ismerünk). Új-Dél-Wales állam akkori kormányzója, Sir  Ralph Darling
1828-ban megbízta Charles Sturt felfedezőt, hogy derítse fel a Macquarie folyását. Sturt először a Bogan folyót, majd 1829 elején a Darling felső folyását fedezte fel. A folyót a kormányzóról nevezte el. 1835-ben Thomas Mitchell őrnagy végigutazott a Darling teljes hosszán, és igazolta Sturt korábbi felfedezését, vagyis hogy a folyó valóban a Murray mellékfolyója.
Bár a folyó vízhozama rendkívül szélsőséges (1885 és 1960 között legalább 45 alkalommal kiszáradt), a 19. század második felére a Darling fontos szállítási útvonallá vált. Új-Dél-Wales nyugati felében élő nomád pásztorok ezen a vízi úton küldték gyapjújukat sekély merülésű gőzhajókon a dél-ausztráliai vasútállomásokig. Az utóbbi évszázad során a folyó szállítási jelentősége nagyon lecsökkent.  
Napjainkban a Darling rossz állapotban van: vízét túlhasználják, vegyszerek szennyezik, vízhozamát aszályos időszakok csökkentik. Egyes években alig-alig csörgedezik benne a víz. A víz ásványi só-tartalma magas, minősége romló tendenciát mutat.

## Főbb mellékfolyói
- Culgoa
- Barwon
- Namoi
- Gwydir
- Bogan
- Warrego
- Paroo